# ألبير ممي
ألبير ممّي، (بالفرنسية: Albert Memmi)‏، ولد في 15 ديسمبر 1920 في تونس، هو باحث في علم الاجتماع وكاتب تونسي فرنسي

## السيرة
ولد في كنف عائلة يهودية متواضعة، من أب حرفي من أصول إيطالية وأم يهودية أمازيغية
درس ألبرت ميمي في صغره في المدرسة الحاخامية والمدرسة الإبتدائية للتحالف الإسرائيلي، حيث تعلم الفرنسية وكان تلميذا نجيبا ممّا مكّنه من الحصول على منحة للالتحاق بالمدرسة الفرنسية في تونس.

في 1945 ذهب لدراسة الفلسفة في الجزائر ثم التحق بجامعة السوربون في باريس لإكمال دراسته. 

اتجه الكاتب إلى تونس سنة 1950 ليدرّس في معهد كارنو تونس في هذه الأثناء ألّف أوّل كتاب له عمود الملح سنة 1953 كما كان جزئا من اللجنة التأسيسية للمجلّة الأسبوعية L'Action التي سيتغيّر اسمها ليصبح Jeune Afrique.

## من مؤلفاته
- عمود الملح 1953 (بالفرنسية: La statue de sel)‏
- صورة المستعمر وصورة المستعمَر 1957 (بالفرنسية: Portrait du colonisé et Portrait du colonisateur)‏
- العنصريّة 1994 (بالفرنسية: Le Racisme)‏
- صورة المتحررين من الاستعمار 2004 (بالفرنسية: Portrait du Décolonisé)‏

## روابط خارجية
- ألبير ممي على موقع الموسوعة البريطانية (الإنجليزية)